# Zdravinje (miasto Prokuplje)
Zdravinje (cyr. Здравиње) – wieś w Serbii, w okręgu toplickim, w mieście Prokuplje. W 2011 roku liczyła 101 mieszkańców.